# Giếng dầu phun Lakeview Number One
Giếng dầu phun Lakeview Number One làm một vụ phun trào các hydrocarbon từ một giếng dầu có áp lực trong mỏ dầu Midway-Sunset ở quận Kern, California, Hoa Kỳ vào năm 1910. Nó gây ra sự cố tràn dầu ngoài ý muốn lớn nhất trong lịch sử, kéo dài 18 tháng và giải phóng 9 triệu thùng (1.4 × 106 m3) dầu thô.
Midway-Sunset là một trong những mỏ dầu lớn nhất Hoa Kỳ. Khi khoan bắt đầu, Công ty Dầu khí Lakeview dự kiến sẽ có gas tự nhiên và một lượng nhỏ dầu. Thay vào đó, có một vụ nổ lớn gây quá tải các thùng chứa.
Mạch phun trào 9 triệu thùng (1.4 x 106 m 3) đã giải phóng hơn 1,2 triệu tấn dầu thô của Mỹ, vượt xa bất kỳ sự rò rỉ nào khác trên mặt đất hoặc nước. Địa điểm của nó nằm về phía đông của Đường cao tốc Taft-Maricopa, Đường California 33, được đánh dấu bằng dấu hiệu hướng dẫn của Caltrans và một tấm biển bằng đồng được chỉ định là California Historical Landmark số 485.

## Bối cảnh
Công ty dầu Lakeview bắt đầu khoan vào giếng số một của họ vào ngày 1 tháng 1 năm 1909. Ban đầu chỉ tìm thấy khí đốt tự nhiên. Khi công việc tiếp diễn, công ty này hợp tác với Union Oil, nơi muốn xây dựng các bồn chứa ở đó.
Công nghệ khoan đầu thế kỷ thứ 20 thiếu các tính năng an toàn hiện đại như là chất chống thấm. Khi khoan đạt tới 2.440 ft (740 m) vào ngày 14 tháng 3 năm 1910, dầu áp suất thổi qua lớp vỏ bọc cao hơn chút. Ước 9 triệu thùng (1,4 × 106 m3) đã trốn thoát trước khi găng cống bị kiểm soát vào tháng 9 năm 1911.
Lưu lượng ban đầu ban đầu là 18.800 thùng (2.990 m3), tạo ra một dòng sông chứa dầu thô mà phi hành đoàn đổ xô đi kèm với những cái túi và những con đê. lưu lượng đỉnh đạt khoảng 90.000 thùng (14.000 m3), chuyển qua đường ống dẫn đến bể chứa 2,5 dặm (4,0 km), nơi một đường 8-inch (200 mm) dẫn đến Port Avila trên bờ biển.
Bất chấp những nỗ lực này, ít hơn một nửa trong số 9,4 triệu thùng được giải phóng trong 544 ngày của người thợ máy đã được cứu sống, phần còn lại bay hơi hoặc tràn vào mặt đất.